# Pāvels Šteinbors
Pāvels Šteinbors (* 21. September 1985 in Riga) ist ein lettischer Fußballtorhüter. Er spielte in seiner bisherigen Profikarriere in Lettland, England, Südafrika, Polen und Zypern.

## Karriere

### Verein
Pāvels Šteinbors begann seine Karriere in der Jugend von Skonto Riga, die als JFC Skonto bekannt ist. Auf der Torhüterposition durchlief er die gesamte Jugendabteilung des Hauptstadtvereins. Ab der Saison 2001 war er Bestandteil der Profimannschaft. Bis zum Saisonende 2003 blieb er jedoch ohne Ligaspieleinsatz. Skonto gewann in dieser Zeit zweimal das Double aus Meisterschaft und Pokal. Im Jahr 2004 verließ er den Verein und wechselte zum FK Jūrmala. Von dort wurde Šteinbors im Januar 2008 für ein halbes Jahr an den FC Blackpool verliehen. Nach dem Ende der Leihe verpflichtete ihn der FK Liepājas Metalurgs. Unter dem deutschen Trainer Rüdiger Abramczik war er jedoch nur Ersatztorhüter hinter Viktors Spole. In dieser Zeit gewann die Mannschaft die Lettische Meisterschaft. Erst ab der Saison 2011 hatte Šteinbors für längere Zeit einen Stammplatz. Im August 2012 wechselte er für eine Saison nach Südafrika zu den Golden Arrows aus Durban. Danach stand er für zwei Jahre in Polen bei Górnik Zabrze unter Vertrag. Im Sommer 2015 unterschrieb er bei Nea Salamis Famagusta. Doch schon eine Saison später kehrte er nach Polen zurück und spielte vier Jahre bei Arka Gdynia und zwei für Jagiellonia Białystok. Mit Gyina gewann er 2017 den polnischen Pokal gegen Lech Posen (2:1 n. V.). Seit dem Sommer 2022 spielt Šteinbors wieder in seiner Heimat für den FK RFS aus der Hauptstadt Riga.

### Nationalmannschaft
Von 2005 bis 2006 war Šteinbors acht Mal für die lettische U-21-Auswahl aktiv. Als Reservetorwart stand er hinter Andris Vaņins im Kader der siegreichen A-Nationalmannschaft beim Baltic Cup 2014. Ein Jahr später, im November 2015, kam er zu seinem Debüt in der Nationalelf im Länderspiel gegen Nordirland (0:1) in Belfast.

## Erfolge
mit Skonto Riga:
- Lettischer Meister: 2001, 2002, 2003
- Lettischer Pokalsieger: 2001, 2002

mit dem FK Liepājas Metalurgs:
- Lettischer Meister: 2009

mit Arka Gdynia
- Polnischer Pokalsieger: 2016/17
- Polnischer Superpokalsieger: 2017, 2018

mit Lettland:
- Baltic-Cup-Sieger: 2014, 2016

individuell:
- Lettlands Fußballer des Jahres: 2019, 2020